# 50 Rockefeller Plaza
50 Rockefeller Plaza (anteriormente Associated Press Building) es un edificio de 15 pisos ubicado en Rockefeller Plaza entre las calles 50 y 51 en Midtown Manhattan, Nueva York (Estados Unidos). Fue completado en 1938 y hace parte del Rockefeller Center, construido en estilo art déco.

## Historia
El Rockefeller Center ocupa tres cuadras en el centro de Manhattan delimitado por las avenidas Quinta y Sexta al este y al oeste, entre la calle 48 al sur y la calle 51 al norte. Para 1936, la mayor parte del complejo se había completado. Rockefeller Center Inc. solo necesitaba desarrollar tres terrenos vacíos en medio de los bloques norte y sur del complejo.
Los ejecutivos del Rockefeller Center entablaron conversaciones con Associated Press para un edificio en el lote baldío del norte, que estaba ocupado por la rampa de entrega de camiones del complejo. El lote se había reservado para la casa de la Ópera Metropolitana, pero los gerentes no podían esperar para desarrollar más el lote, por lo que en 1937, los planes de la ópera se desecharon formalmente. El lote también había sido planeado como sitio para un hotel, pero esto también se consideró económicamente inviable. En enero de 1938, Associated Press acordó alquilar los pisos cuarto a séptimo de la estructura, y el edificio llevaría el nombre de la empresa.
La construcción de la estructura de acero comenzó en abril de 1938 y, después de 29 días hábiles, se completó en junio. The Associated Press se mudó a la estructura en diciembre. El edificio, ubicado en 50 Rockefeller Plaza, se construyó hasta los límites exteriores de su lote sin retranqueos ni jardines en la azotea; solo se elevó 15 pisos debido a la ley de zonificación de 1916 y la escasez de otros inquilinos. La presencia de Associated Press y Time Inc. amplió el alcance del Rockefeller Center de un complejo estrictamente de radiocomunicaciones a un centro tanto de radio como de medios impresos. En 1938, Associated Press inauguró Guild, un teatro de noticieros, a lo largo de la curva de la rampa para camiones debajo del edificio.
A fines de la década de 2010 y principios de la de 2020, Studio Mellone renovó el vestíbulo de 50 Rockefeller Plaza. El vestíbulo recibió pisos de terrazo negro con detalles de latón; varias obras de arte; paredes curvas de piedra caliza; y urnas de acero bronceado.

## Descripción

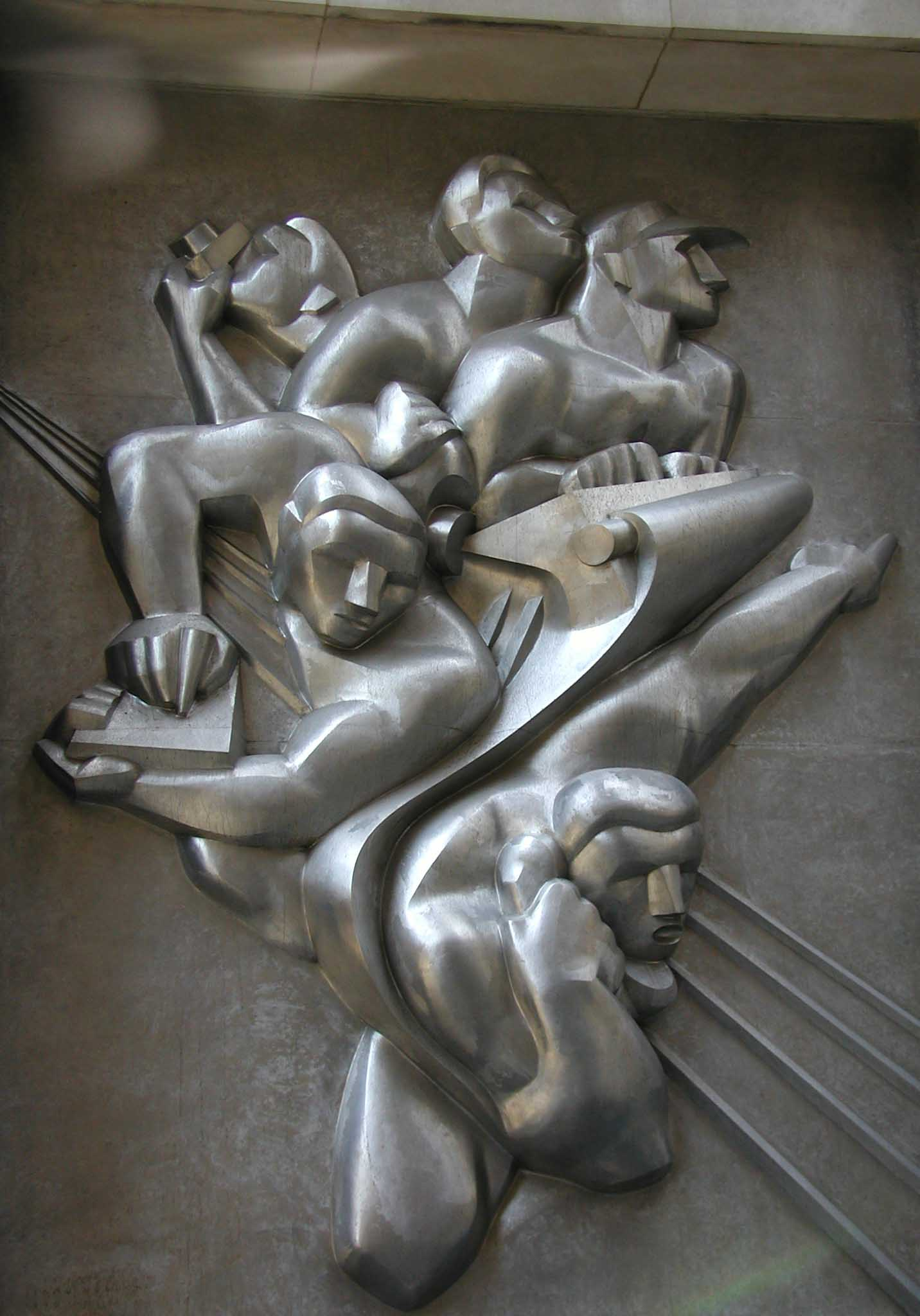
Noticias de Isamu Noguchi

50 Rockefeller Plaza está ubicado en el lado oeste de Rockefeller Plaza entre las calles 50 y 51. Es el único edificio en el Centro construido hasta los límites exteriores de su línea de lote y tomó su forma de la necesidad de Associated Press de una sala de redacción única, indivisa, tipo loft, tan grande como el lote pudiera acomodar, a saber, una estructura  de 61,0 por 57,0 m en bloques sin retranqueos. En un punto, 1219 km de cable de transmisión fueron embebidos en conductos en el cuarto piso. La rampa para camiones del complejo desciende por debajo desde la calle 50, mientras que la parte trasera del edificio se encuentra junto al Radio City Music Hall. El edificio también albergó el Guild Theatre, un teatro de noticieros de 450 asientos, desde 1938 hasta 1999.
El panel de acero inoxidable 9 LT Isamu Noguchi, News, está ubicado sobre la entrada. Su trabajo, que describe las diversas formas de comunicación utilizadas por los periodistas en la década de 1930, rinde homenaje a las diferentes ocupaciones en la industria de las noticias. Es una de las últimas obras abstractas de Noguchi, así como la única obra de acero inoxidable que encargó.